# MAG:NET
『MAG:NET』（マグネット）は、2025年4月4日からFM COCOLOで放送されているラジオ番組。
金曜日は『MAG:NET FRIDAY』（マグネット フライデー）、日曜日は『MAG:NET SUNDAY』（マグネット サンデー）の番組名で放送。

## 概要
『THE MAGNIFICENT FRIDAY』『SATURDAY MAGNIFICENT CAMP』の後続番組で、DJは引き続き加美幸伸が担当。
音楽を中心に、演劇やスポーツ、アートなどのエンタメ情報、ガンバ大阪の最新情報を紹介する。

## DJ
- 加美幸伸（2025年4月4日 - ）

## 出演
- 小倉博和（2025年4月4日 - ）

「小倉博和のFRIDAY,Sound of Strings」に出演。

## 放送時間
- 金曜日 11:00 - 16:00（2025年4月4日 - ）
- 日曜日 11:00 - 13:00（2025年4月6日 - ）

## 主なコーナー
☆は『THE MAGNIFICENT FRIDAY』『SATURDAY MAGNIFICENT CAMP』から引き継がれたコーナー。

### 金曜日
WEEKEND PASSPORT☆
11:45 - 12:00
関西エアポート提供。各国の観光スポットを紹介する。
小倉博和のFRIDAY,Sound of Strings☆
13:20 - 13:55
リスナーから寄せられたリクエストに小倉が回答し、演奏するコーナー。
ステージぴあ SPOT-LIGHT☆
14:20 - 14:40
ぴあ提供。
シェフカワカミ GAMBA BLUE SPIRITS☆
15:00 - 15:10
シェフカワカミ提供。ガンバ大阪の最新情報を紹介する。
大関 ON MY MIND☆
15:30 - 15:45
大関提供。

### 日曜日
Daiwa House Time in Delight☆
11:20 - 11:40
大和ハウス工業提供。アーティスト等をゲストに迎えてトークする。
3分刊プロレス☆
11時台
プロレスラーをピックアップするコーナー。
MUSIC LIFE Vintage☆
12時台
かつて月刊雑誌として発行していた「MUSIC LIFE CLUB」デジタル版とのタイアップコーナー。日本の洋楽シーンをさらに深く探検するコーナー。